# گواهی‌نامه رانندگی

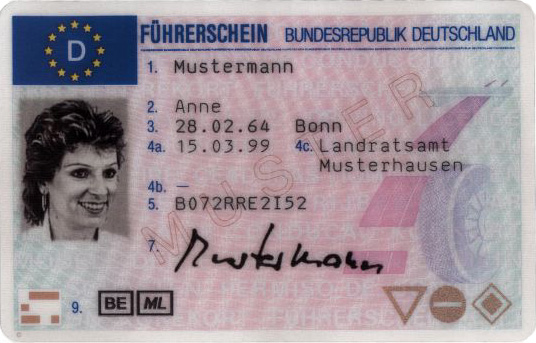
گواهینامه رانندگی اروپایی، نسخه مربوط به آلمان.

گواهینامهٔ رانندگی، که در گذشته به آن «تصدیق رانندگی» گفته می‌شد، مدرکی رسمی است که به هر فرد بالای ۱۸سال مبنی بر اینکه فردی می‌تواند با وسایل نقلیهٔ دارای موتور مانند موتور سیکلت، اتوموبیل، کامیون  و اتوبوس رانندگی کند اعطاء می‌شود. در کشورهایی که تعداد زیادی از شهروندان رانندگی می‌کنند، گواهینامهٔ رانندگی هم‌چنین به عنوان یک مدرک هویتی ارزش دارد. معمولاً گواهینامه رانندگی تنها پس از قبولی در آزمون رانندگی به شخص داده می‌شود.

## تاریخچه

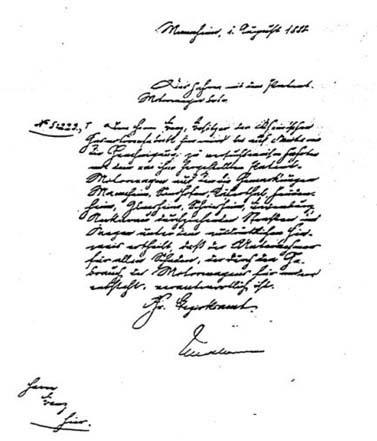
نخستین گواهینامه رانندگی در جهان مربوط به کارل بنز.

نخستین گواهینامه رانندگی را کارل بنز مخترع خودروهای مدرن، در سال ۱۸۸۸ دریافت کرد. او برای راندن خودروی خود که موسوم به موتورواگن بود و دود و صدای قابل توجهی تولید می‌کرد، از دولت محلی اجازه رانندگی دریافت کرد. نخستین کشوری که داشتن گواهینامه برای رانندگی را الزامی‌کرد، پروس بود که در تاریخ ۲۹ سپتامبر ۱۹۰۳ این قانون را به اجرا گذاشت. نخستین قوانین رانندگی در ایالات متحده در سال ۱۹۱۰ و در ایالت نیویورک تصویب شد و نخستین ایالتی که داشتن گواهینامه را برای همهٔ رانندگان الزامی‌کرد، نیوجرسی بود (از سال ۱۹۱۳).

## گواهینامه رانندگی در ایران

گواهی‌نامه رانندگی - خودرو

نخستین کسی که در ایران قربانی تصادف اتومبیل شد، درویش خان نوازنده و استاد تار بود که در سال ۱۳۰۵ درگذشت؛ و نخستین افسر آزمایش رانندگی که نام و امضاء او در پای اوراق رانندگان زمان قاجاریه وجود دارد به زبان فرانسه نوشته شده‌است شخصی بنام مسیوکلین بود که بعد از وی این سمت به ناصرخان انشاء نخستین متخصص نظمیه محول شد. همچنین نخستین آیین‌نامه رانندگی در زمان وستد اهل سوئدی تهیه وتنظیم گردید. وی در سال ۱۲۹۱ ه‍.ش ریاست نظمیه را به عهده داشت و حدود ۱۰ سال در این پست باقی ماند. از کارهای وی، ترجمه، تنظیم نظامنامه و آیین‌نامه قید شده‌است که راننده هنگام روز در شهر و اماکن پرجمعیت ضمن حرکت از سمت راست باید با سرعت ۱۵ کیلومتر در ساعت و در خارج شهر ۲۵ کیلومتر در ساعت و شب‌ها با ساعتی ۱۰ کیلومتر براند یا اینکه در موقع نزدیک شدن به حیوانات از قبیل اسب و قاطر که طبعاً از صدای ماشین وحشت دارند از سرعت اتومبیل خود بکاهند و آرام حرکت کنند تا باعث وحشت و رم کردن حیوانات نشوند.
نخستین چراغ‌های راهنمایی و رانندگی در سال‌های دهه ۳۰ در تقاطع‌های سپه (امام خمینی فعلی) ولی عصر، پل امیر بهادر، باغ ملی دروازه شمیران، گمرک و امیریه نصب گردید ولی پیش‌از نصب این چراغها، چراغ‌های راهنمایی به صورت کوله پشتی بودند که دارای دو چراغ قرمز، سبز و کلیدی در جهت خاموش و روشن کردن آن‌ها بود که کوله پشتی در پشت مأمور قرار می‌گرفت و کلید آن روی سینه سمت چپ قرار داشت این چراغ‌ها کار می‌کرد و مأمور با پشت کردن به طرف رانندگان اتومبیل آنان را متوقف یا دستور حرکت به آنان می‌دادند. بالاخره در سال‌های ۳۹ و ۴۰ چهارراه دارای چراغ خودکار گردید. نخستین راننده زن در ایران شخصی بنام خانم هِلِن شَه بَنده بود که در سال ۱۳۱۹ موفق به گرفتن گواهینامه شد و در مطبوعات آن زمان دربارهٔ این اتفاق مقاله نوشتند و بالاخره در سال ۱۳۰۰ هجری شمسی در اداره پلیس شعبه‌ای به نام شعبه آلات ناقله در خیابان باب همایون (درب اندرون سابق) تأسیس شد و با ۱۰ نفر مأمور که از بین پاسبان‌ها انتخاب شده بودند کار کنترل عبور و مرور اتومبیل‌ها را به عهده گرفتند و علامت مشخصه‌ی آن‌ها یا دیگر افراد پلیس بازوبند سفیدی بود که به بازوی چپ خود می‌بستند. ریاست این شعبه به شخصی بنام فتح ا… خان بهنام که در حقیقت نخستین رئیس راهنمایی و رانندگی محسوب می‌شد و دارای درجه نایب اولی برابر ستوان یکم بود واگذار شد.

### شرایط متقاضیان گرفتن گواهینامه در ایران[۶]
- داشتن ۱۸ سال تمام برای هنرجویان چه آقا و چه خانم الزامی است.
- کارت ملی (دائم یا موقت) و کپی پشت و رو اصل شناسنامه (در صورت نداشتن شناسنامه المثنی ارائه شود) و کپی از صفحه اول (در صورت داشتن توضیحات یک برگ کپی) در صورتی داشتن شناسنامه جدید نیازی به کارت ملی نمی‌باشد.
- ۸ قطعه عکس ۴*۳ تمام رخ پرسنلی، زمینه روشن و با کیفیت مطلوب (خانم‌ها عکس با حجاب باشد).
- کد پستی ۱۰ رقمی و آدرس محل سکونت فعلی (کد پستی الزامی است).

### مراحل اخذ گواهینامه رانندگی
- تکمیل مدارک و دریافت پرونده از آموزشگاه و مراجعه به پزشک طرف قرار داد.
- جهت تکمیل پرونده بعد از تأیید توسط پزشک مجدداً به آموزشگاه مراجعه نمایید جهت ادامه مراحل ثبت نام.
- هزینه کل ثبت نام برای اخذ گواهینامه رانندگی به همراه کتاب (هزینه ثبت نام را از آموزشگاه مربوطه بپرسید)
- شرکت در ۸ جلسه کلاس تئوری (جلسه پایانی آزمون مقدمات آئین‌نامه توسط مدرس به عمل می‌آید. حضور در کلاس الزامی است).
- شرکت در ۱۲ جلسه کلاس آموزش

رانندگی (در پایان آزمون رانندگی توسط افسر گرفته می‌شود) حضور هنرجو الزامی است.

### مدارک لازم جهت صدور کارتکس و آزمون
- قبولی در آزمون آیین‌نامه کلاسی (آزمون اولیه) پیش نیاز مرحله نهایی.
- قبولی در آزمون رانندگی (آزمون اولیه).
- برگه گروه خونی (در صورت مصرف داروی مستمر یا داشتن بیماری خاص یا داشتن آلرژی حتماً به آموزشگاه مربوطه اطلاع دهید).
- واریز فیش‌های بانک ملی: (به نام هنرجو و بدون قلم خوردگی).

پیگیری کد ملی با گواهی نامه:
پليس+10
شماره پیامک 1101202010
دفتر راهنمایی ورانندگی استان و شهرستان سراسر ایران و پیگیری خلافی ماشین و نمره منفی: 
پليس +10
شماره پیامک 1101202020
دفتر راهنما و رانندگی استان و شهرستان سراسر ایران

## در عراق
در کشور عراق گواهینامه رانندگی وجود ندارد و هرکس قادر باشد رانندگی کند از خودرو استفاده می‌کند.

## در ترکیه
گواهینامه رانندگی در ترکیه توسط وزارت آموزش ملی تنظیم اجرا و اداره می‌شود در حالی که گواهینامه توسط اداره کل امنیت صادر می شود. یک تبعه خارجی می تواند با گواهینامه اتحادیه اروپا به مدت شش ماه در ترکیه رانندگی کند. پس از شش ماه باید گواهینامه او به مجوز رانندگی ترکیه تبدیل شود. این قانون برای کشور ایران نیز جاری است و این قانونی برای شهروندان این کشور، به میزان دو سال اعتبار دارد. در ترکیه برای رانندگی ماشین باید حداقل هجده سال و برای رانندگی موتور حداقل شانزده سال سن داشته باشید. آزمون رانندگی شامل یک آزمون عملی و تئوری است که اخیراً برای مطابقت با مقررات اتحادیه اروپا سخت‌تر شده است. عدم تمدید گواهینامه در این کشور ۱۲ هزار لیر جریمه دارد در حالی که تمدید گواهینامه در این کشور ۱۵ لیر هزینه خواهد داشت.